# Райнгард Кеніг
Райнгард Кеніг (нім. Reinhard König; 30 березня 1909, Ганау — 28 березня 1998, Бішофсгайм) — німецький військовий інженер, капітан-лейтенант-інженер крігсмаріне. Кавалер Лицарського хреста Залізного хреста.

## Біографія
1 жовтня 1930 року вступив на флот. Служив на різних кораблях, включаючи легкі крейсери «Лейпциг» і «Кельн». З жовтня 1939 року служив на допоміжному крейсері «Атлантіс», взяв участь в єдиному поході крейсера тривалістю 622 дні, під час якого були потоплені 22 кораблі загальною водотоннажністю 145 697 тонн. 22 листопада 1941 року «Атлантіс» був потоплений, а весь екіпаж врятований німецькими та італійськими підводними човнами і доставлений на базу.
В березні 1942 року перейшов у підводний флот. З серпня 1942 по червень 1944 року — головний інженер підводного човна U-123, на якому здійснив 5 походів (разом 342 дні в морі), з серпня 1944 року — U-2506. В травні 1945 року взятий в полон. В 1947 році звільнений.

## Звання
- Оберкочегар (1 жовтня 1930)
- Машиненєфрейтор (1 жовтня 1932)
- Машиненмат (1 квітня 1934)
- Обермашиністенмат (1 квітня 1936)
- Обермашиніст (1 жовтня 1938)
- Оберштабсмашиніст (4 грудня 1938)
- Лейтенант-інженер (1 квітня 1942)
- Оберлейтенант-інженер (1 жовтня 1942)
- Капітан-лейтенант-інженер (1 квітня 1945)

## Нагороди
- Медаль «За вислугу років у Вермахті» 4-го класу (4 роки)
- Іспанський хрест в бронзі (6 червня 1939)
- Залізний хрест
  - 2-го класу (22 вересня 1940)
  - 1-го класу (31 березня 1943)
- Нагрудний знак допоміжного крейсера (30 грудня 1941)
- Нагрудний знак підводника (11 лютого 1943)
- Німецький хрест в золоті (12 грудня 1943)
- Лицарський хрест Залізного хреста (8 липня 1941)
- Фронтова планка підводника
  - в бронзі (14 жовтня 1944)
  - в сріблі (15 березня 1945)